# 微形龙胆
微形龙胆（学名：Gentiana microphyta）是龙胆科龙胆属的植物，是中国的特有植物。分布在中国大陆的云南等地，生长于海拔4,000米的地区，目前尚未由人工引种栽培。

## 形态特征
生活型：	一年生草本，低矮，细瘦，光滑，不分枝或有分枝。
叶：	叶先端有芒尖，有不明显的边缘；基生叶矩圆形，较大；茎生叶少数，卵形，长至2毫米，先端急尖，上部者多少作鳞片形。
花：	花梗丝状，常短；花萼分裂至近中部，裂片披针形，先端急尖，有芒尖；花冠蓝色，较花萼长近两倍，长约4毫米，直径1毫米，裂片先端钝圆，具芒尖，褶卵形，全缘。

## 生态习性
产地：	云南（大理，模式标本地）
海拔：	4000m